# Romdrup Sogn
Romdrup Sogn var et sogn i Aalborg Østre Provsti (Aalborg Stift). Sognet indgik 1. januar 2015 i Romdrup-Klarup Sogn.
I 1800-tallet var Klarup Sogn anneks til Romdrup Sogn. Begge sogne hørte til Fleskum Herred i Ålborg Amt. Romdrup-Klarup sognekommune blev ved kommunalreformen i 1970 indlemmet i Aalborg Kommune.
I Romdrup Sogn lå Romdrup Kirke.
I sognet findes følgende autoriserede stednavne:
- Klarup (bebyggelse) - vest for Skolestien, Labyrinten og Romdrupholmsvej, resten ligger i Klarup Sogn
- Lodsholm (areal)
- Romdrup (bebyggelse, ejerlav)